# Песагуани
Песагуани (індонез. Dayak Pesaguan) — група даяків, корінних народів острова Калімантан. Проживають в окрузі Кетапанг (індонез. Kabupaten Ketapang) на півдні індонезійської провінції Західний Калімантан, переважно в районах (індонез. kecamatan) Тумбанг-Тіті (індонез. Tumbang Titi), Сунгай-Мелаю-Раяк (індонез. Sungai Melayu Rayak) і Пемаган (індонез. Pemahan).
Чисельність песагуанів у провінції Західний Калімантан, за даними перепису населення 2000 року, становила 178 933 (4,79 % її населення).

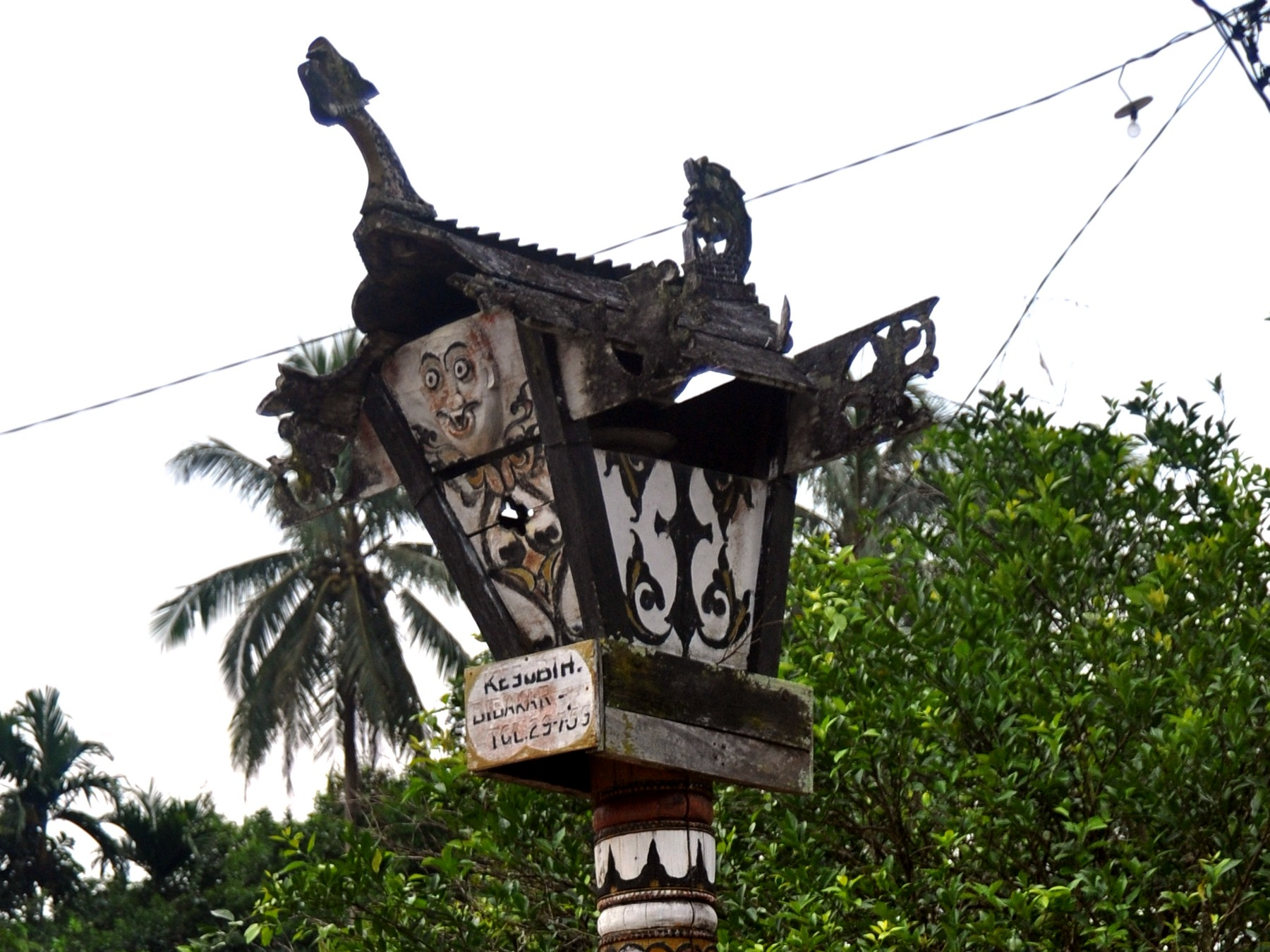
Сандунг — місце зберігання кісток померлих предків.

Песагуани зберігають багато елементів традиційного життя. Вони мають кілька традиційних ритуалів, як проводять з нагоди певних подій. Найчастіше відбувається ритуал нганджан, пов'язаний з похоронами. Щороку проводять свято врожаю ньяпат, центральним елементом якого є колективне збирання лісових фруктів та овочів. Процесія паненраяк повертається до села й під звуки місцевого музичного інструмента сенгайонг, виготовленого з бамбука, люди демонструють один одному зібрані плоди. Дійство закінчується спільним бенкетом.
Громади песагуанів підтримують тісний зв'язок із природою, використовують лісові рослини та тварини не лише як додаткове джерело їжі, а й у народній медицині, при проведенні традиційних ритуалів. Було проведене спеціальне дослідження, в результаті якого було встановлено, що песагуани використовують 22 види місцевих рослин і 10 видів тварин як ліки, 15 видів рослин і 7 видів тварин — у традиційних ритуалах, 10 видів рослин і 12 видів тварин — як їжу.

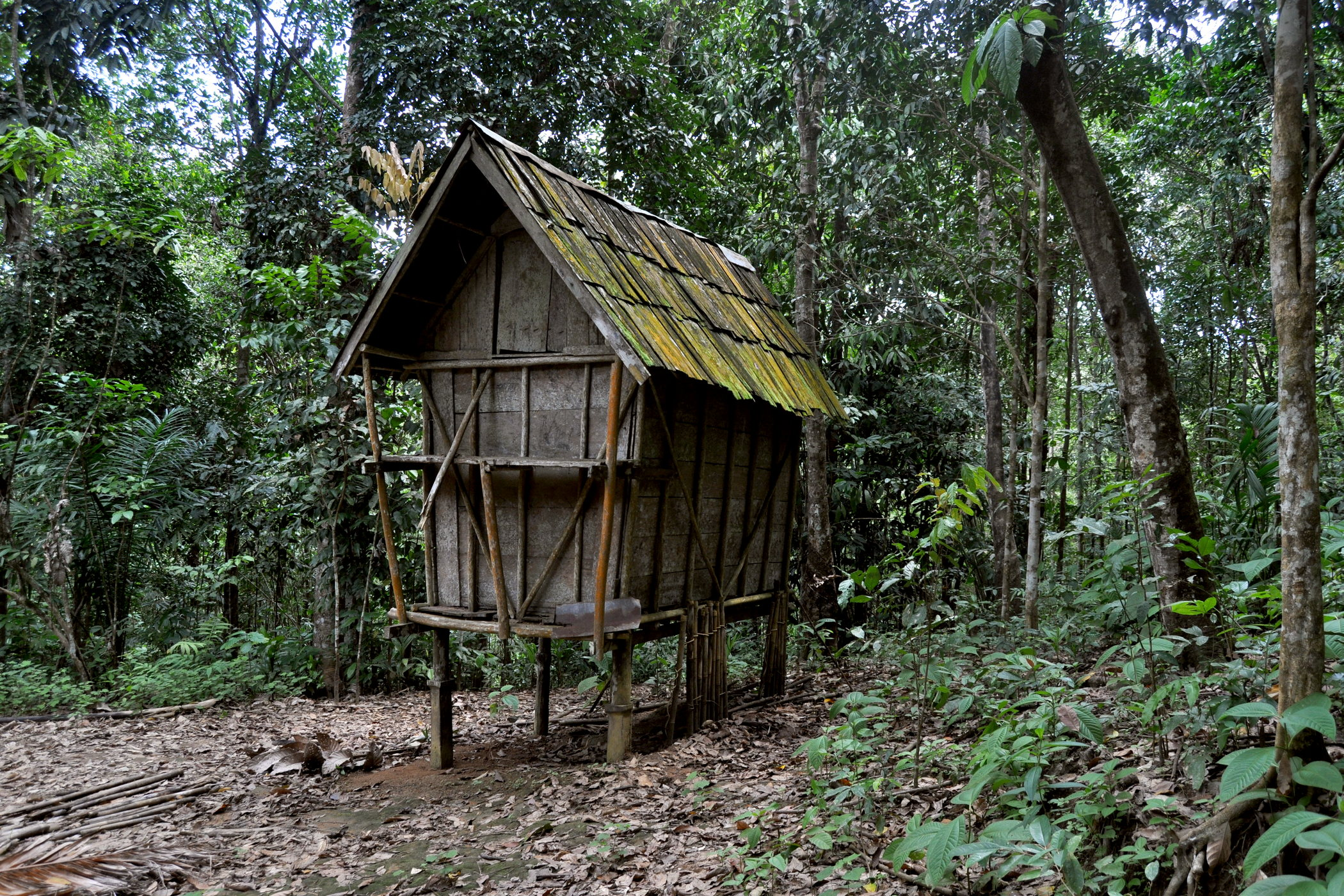
Рисова комора.

До числа місцевих їстівних рослин, як культивованих, так і дикорослих, належать рис (Oryza sativa), пекавай (дуріан кутейський, Durio kuteijeinsis), дуріан (Durio zibethinus), лісовий рамбутан (Castanopsis argentea), горіхи пальми арека (Areca catechu), каладіум (види Caladium), чемпедак (Artocarpus integer), гарбузи (види Cucurbita), огірки (Cucumis sativus). Також у лісі збирають пагони бамбука (Bambussa vulgaris) і вживають їх як овочі, часто подають під час спільного бенкету. Дуріан шляхом ферментації також переробляють на приправу темпояк або солодощі лемпок (додола), які можуть зберігатися доволі довго.

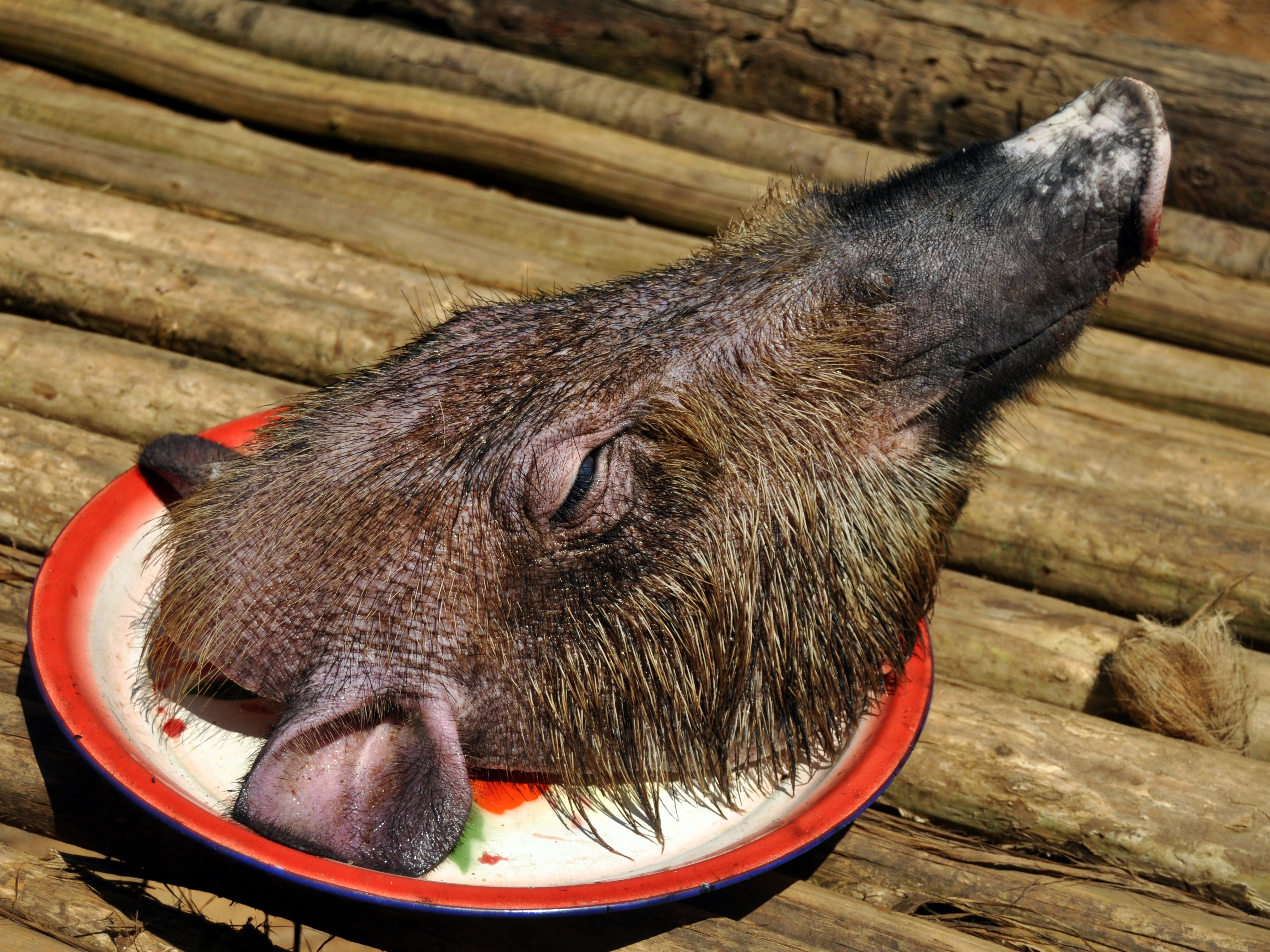
Голова дикої свині, впольованої песагуанами (2010).

Тримають курей (Gallus gallus domesticus), собак (Canis lupus), полюють свиней (Sus barbatus), оленів-мунтжаків (Muntiacus muntjak), варанів (Varanus salvator), пітонів (Malayopython reticulatus), черепах (Dogania subplana), місцеву тупаю (Tupaia gracilis), крабоїдну жабу (Fejervarya cancrivora) з роду Fejervarya, мавпу-носача (Nasalis larvatus), їжатців (Hystrix brachyura), ловлять креветок (Acetes indicus), равликів (Lissachatina fulica). М'ясо мавпи-носача коптять. Полювання цього виду наразі заборонено місцевою владою, й він охороняється законом.
Песагуани використовують рослини й тварин як ліки в народній медицині. Кожна частина рослини, від коріння до листя, як вважається, має свої корисні властивості. Наприклад, відвар із листя Clerodendrum thomsoniae, квіткової рослини з роду Clerodendrum родини Lamiaceae, використовують для виведення каменів сечового міхура. Як ліки використовується традиційний алкогольний напій із ферментованого соку пальми туак, настояний на пацюках (Rattus rattus). Широка громадськість не часто використовує цей метод, але він є звичним у громадах даяків і довів свою ефективність у підвищенні витривалості.
Рослини використовуються в церемоніях з нагоди збору врожаю, поховання, вигнання злих духів, купання новонароджених. Невід'ємним атрибутом ритуалу нганджан є кокос, який тут називають «голова менуманг». Його спалюють в печі туманг. У давнину люди спалювали людську голову, але тепер її замінили на молодий плід кокосової пальми (Cocos nucifera). Песагуани досі схильні до містицизму, вони використовують певних тварин як містичні символи в традиційних ритуалах. Наприклад, птах-носоріг (Aceros sp.) вважається священним птахом, що символізує вигнання злих духів. Сова (Otus magicus) вважається провісником неминучої смерті.
Відкриття плантацій олійної пальми та каучуку, видобуток золота порушили усталений спосіб життя народу. Багато людей тепер ідуть працювати на плантації, лісозаготівельні та гірничодобувні підприємства.